# Meeresschutzgebiet Kavala-Thasos
Das Meeresschutzgebiet Kavala-Thasos (griechisch Θαλάσσια περιοχή Καβάλας – Θάσου; Thalássia periochí Kaválas-Thássou) liegt in der nördlichen Ägäis und wurde zum besonderen Schutz der selten gewordenen Schweinswale gegründet. Es befindet sich zwischen der griechischen Hafenstadt Kavala und der Insel Thasos, im Golf von Kavala.

## Beschreibung
Das Meeresschutzgebiet Kavala-Thasos ist seit 2010 als Natura 2000 Schutzgebiet mit der European Environment Agency-ID Nummer GR1150014 ausgewiesen. Der größte Teil des Gebiets erstreckt sich über ein flaches Plateau mit Tiefen bis zu 50 Metern. Es wurde zum besonderen Schutz von Meeressäugetieren angelegt.

## Lage
Das Meeresschutzgebiet Kavala-Thasos erstreckt sich vom nordgriechischen Festland Makedoniens bis zur Insel Thasos, beginnend im Norden ungefähr 10 Kilometer westlich der Hafenstadt Kavala, bei Elaiochori, an der Küste entlang Richtung Osten, über das Nestos-Delta hinaus bis westlich der Hafenstadt Avdira und nach Süden bis zur Inselküste. Es schließt die Insel Thasopoula und die Keramoti Lagunen ein. Ausgeschlossen sind lediglich die unmittelbaren Küstengewässer vor der Stadt Kavala und vor Nea Karvali.

## Flora und Fauna

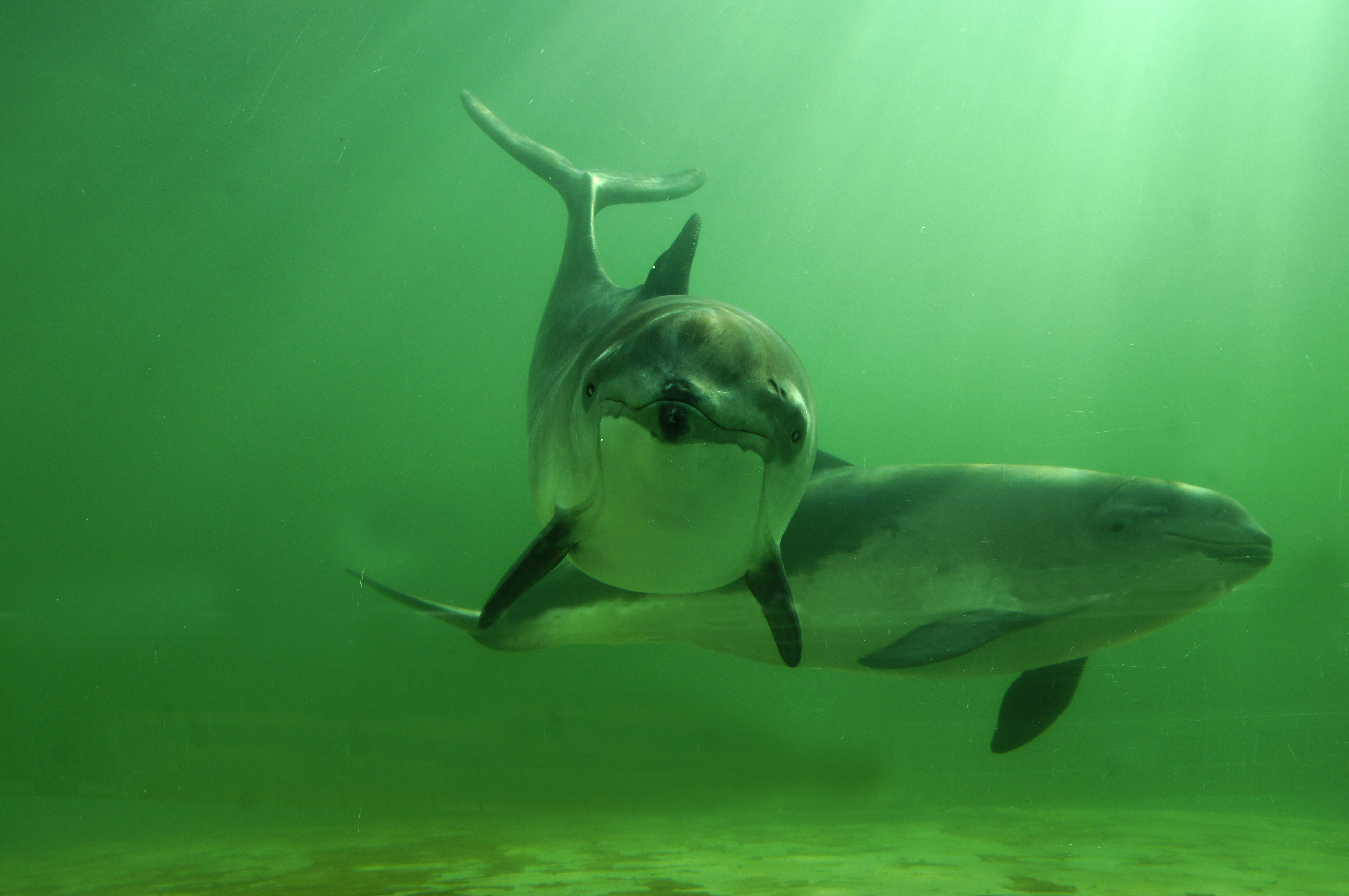
Gewöhnliche Schweinswale

Über bedrohte Pflanzenarten des Schutzgebiets wurden keine Daten erhoben. An den Flussmündungen wachsen Röhrichten und Tamarix-Büsche. Außerdem liegen in der Umgebung des Schutzgebiets mehrere größere Lagunen mit Salzwiesen. Unter Wasser gibt es ausgedehnten Posidonia-Bänke.
Hier kommen Gewöhnliche Schweinswale (Phocoena phocoena), Große Tümmler (Tursiops truncatus) und Gewöhnliche Delfine (Delphinus delphis) vor. Gesichtet wurden auch Mittelmeer-Mönchsrobben (Monachus monachus).  Als besonders gefährdet gelten die Schweinswale, die die einzige im gesamten Mittelmeer überlebende Population ihrer Art bilden und aus diesem Grund auf der Roten Liste der IUNC stehen. Durch einen Präsidialerlass (67/1981) schützt die griechische Gesetzgebung diese Tiere. Es wird als ausschlaggebend für deren Überleben angesehen, ihren Lebensraum zu bewahren. Ebenfalls bedrohtNeben den Meeressäugetieren können im Meeresschutzgebiet Kavala-Thasos auch Komaranarten wie die Krähenscharbe sowie Sturmtaucher beobachtet werden; es gilt als eins der wichtigsten Gebiete für die Seevögel in der nördlichen Ägäis und als wichtiges Fischfanggebiet mit einem Vorkommen von Finten (Alosa fallax), Sardinen und Sardellen.